# Philippe Brocard
Pour les articles homonymes, voir Brocard.
Philippe Brocard (né le 12 septembre 1950 à Mézières et mort le 8 mars 1986 à Saint-Germain-en-Laye) est un syndicaliste français, militant de l'UCC-CFDT

(Union confédérale des ingénieurs et cadres CFDT, devenue CFDT Cadres) et du Parti Socialiste.
Le 7 mars 1986, alors qu'il collait des affiches pour la candidature de Michel Rocard aux élections législatives, Philippe Brocard, a été assassiné poignardé
,
par un commando d'extrême-droite à Croissy-sur-Seine dans les Yvelines. Il avait 35 ans.
Ses obsèques sont célébrés à Croissy-sur-Seine où plusieurs personnalités politiques et syndicales lui rendent hommage dont le Premier ministre Laurent Fabius, Michel Rocard et le secrétaire général de la CFDT Edmond Maire.
Une association fut créée, l'association des amis de Philippe Brocard qui organise un hommage à Croissy où une stèle fut dressée.